# ألا أليكسيفا
ألاّ ألكسندروفنا أليكسيفا (مواليد 7 ديسمبر 1934) (الروسية: Алла Александровна Алексеева) هي لاعبة تجديف روسية سابقة، فازت بلقب أوروبي سنة 1966.
تخرجت من جامعة موسكو الحكومية وبعد أن تقاعدت من مزاولة رياضة التجديف، أصبحت تعمل محررة.